# Banka (Distrikt)
Der Distrikt Banka (Hindi बाँका जिला, Urdu بانکا ضلع) ist ein Distrikt im indischen Bundesstaat Bihar. Sitz der Verwaltung ist die nur etwa 50.000 Einwohner zählende Stadt Banka.

## Geschichte

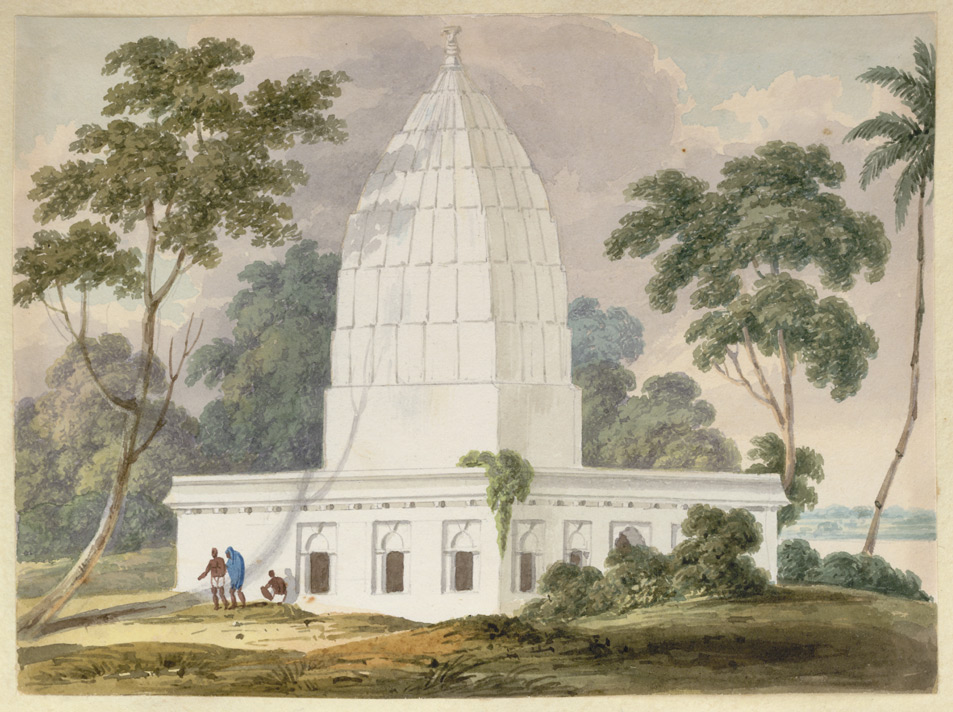
Wasserfarben-Gemälde des Monuments für Augustus Clevland in Bhagalpur (Charles D’Oyly, 1820)

Im Jahr 1769 übernahm die Britische Ostindien-Kompanie die Kontrolle über das Gebiet des Distrikts. Das Gebiet Bankas wurde Teil des neu eingerichteten Distrikts Bhagalpur. Zum ersten district collector (Distrikt-Vorsteher) wurde Augustus Clevland ernannt, der in den vier Jahren seiner Amtszeit weitgehend geordnete Verhältnisse herstellen konnte. Noch heute erinnert ein Monument in der Stadt Bhagalpur an ihn. Vom indischen Aufstand 1857 war die Region nur verhältnismäßig gering betroffen. Später nahm der Distrikt an der Swadeshi-Bewegung, an Gandhis Bewegung des zivilen Widerstands in den 1920ern und 1930ern und an der Quit-India-Bewegung 1942 teil. Nach der Unabhängigkeit Indiens 1947 kam der Distrikt Bhagalpur zum Bundesstaat Bihar. Am 21. Februar 1991 wurde aus Teilen von Bhagalpur der neue Distrikt Banka geschaffen.

## Bevölkerung
Die Einwohnerzahl lag bei der Volkszählung 2011 bei 2.034.763. Davon lebten etwa 3,5 % in Städten. Die Bevölkerungswachstumsrate im Zeitraum von 2001 bis 2011 betrug 26,48 % und lag damit sehr hoch. Banka hatte ein Geschlechterverhältnis von 922 Frauen pro 1000 Männer und damit den in Indien häufigen Männerüberschuss. Der Distrikt hatte eine Alphabetisierungsrate von 58,17 % im Jahr 2011, eine Steigerung um knapp 16 Prozentpunkte gegenüber dem Jahr 2001. Die Alphabetisierung lag damit unter dem nationalen Durchschnitt. 87 % der Bevölkerung waren Hindus und ca. 12 % sind Muslime.

## Wirtschaft
Banka ist weitgehend landwirtschaftlich geprägte und gilt als die „Reisschüssel von Bihar“. Die wichtigsten Anbauprodukte sind Reis, Weizen, Mais und Linsen. In der Umgebung von Amarpur wird Zuckerrohr angebaut, und hier befinden sich die Zuckermühlen von Gur.
Von zunehmender Bedeutung ist der Tourismus von Hindu- und Jain-Pilgern.

## Sehenswürdigkeiten
- Mandar Hill